# Лагоа-ду-Рабіл
Лагоа ду Рабіл (порт. Lagoa do Rabil) (лагуна Рабіль) — заболочена місцевість на архіпелазі Кабо-Верде, на острові Боа-Вішта. Було визнаним водно-болотним угіддям міжнародного значення шляхом позначення відповідно до Рамсарської конвенції з 2005 року. 
Місцевість розташована у гирлі сезонної річки Рібейра-ду-Рабіл, поблизу міста Рабіл на західному узбережжі Боа-Вішти. Територія містить гирло річки, пов'язану з нею лагуну, навколишні системи дюн та рослинність, де переважають види тамарикс, смикавець, паролист та молочай. Місцевість підтримує популяцію кабовердійських горобців та кілька видів куликів, включаючи косарів. Зустрічаються ендемічні ящірки Hemidactylus bouvieri і Chioninia stangeri.

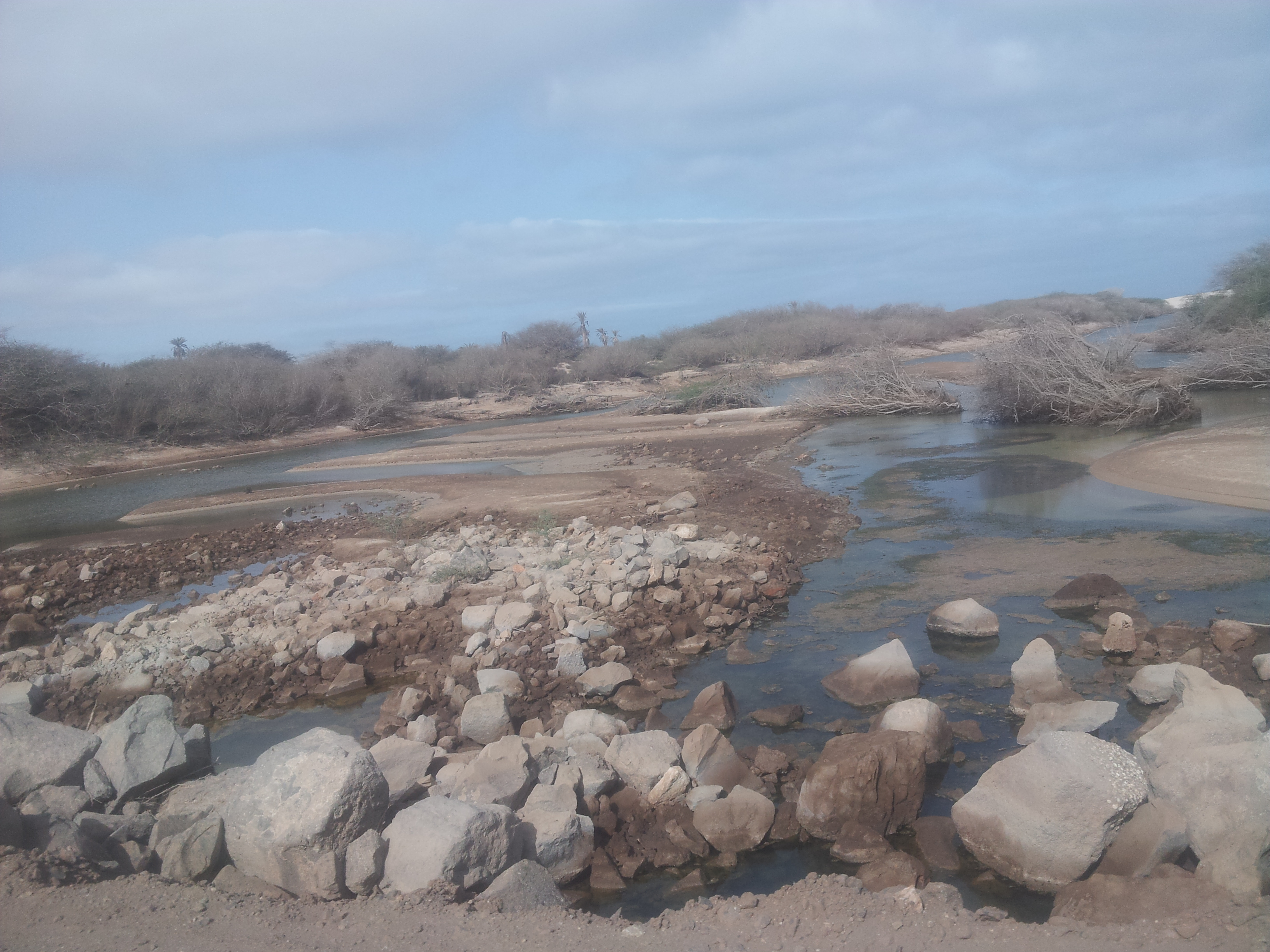
Рібейра-ду-Рабіл